# Андалальцы
Андалальцы, гунибцы (самоназвания: гlандалал) — этническая группа в Дагестане, традиционно считается субэтносом аварцев.

## Численность и расселение
Андалальцы  компактно проживают в  Гунибском районе, а также в равнинных районах (переселившийся в середине XX века) и городах Дагестана.

## Язык
Андалальский язык относится к южному диалекту аварского языка.